# فيلولاوس
فيلولاوس (Φιλόλαος) (بالإنجليزية: Philolaus) فيلسوف يوناني، قبل سقراط
من أتباع مدرسة فيثاغورس في القرن الخامس قبل الميلاد. فيلولاوس كان أول من طرح فكرة حركة الأرض، فقال بأنها تتبع مساراً دائرياً كل يوم وتبقي دوماً الوجه نفسه نحو المركز، ولم يضع الأرض في مركز الكون! ولا حتى الشمس! بل وضع ناراً مركزية تدور حولها الأرض والشمس والقمر والكواكب الخمسة وقبة النجوم، وبما أن الفيثاغورسيين كانوا يبجلون الرقم 10 فقد أضاف فيلولاوس جسماً متحركاً عاشراً كان هذا الجسم هو الأرض المواجهة والتي تتحرك دوماً لتبقى بين النار المركزية وأرضنا الدوارة فتحميها من التعرض المباشر للنار.
عبر فيلولاوس، قائلا: «إن طبيعة العـدد والتناغم لا تقبل الخطأ… لكن بالفعل، فالعدد، بإدماجه لكل الأشياء في الروح عبر الإدراك الحسي، يجعلها قابلة للتعرف وقابلة للمقارنة فيما بينها».